# Matt Summers
Matt Summers ist ein US-amerikanischer Pornodarsteller.

## Leben
Summers ist als Pornodarsteller in den Vereinigten Staaten tätig. Er erhielt bedeutende Preise der US-amerikanischen Pornoindustrie.

## Filmografie (Auswahl)
- Detention, Rascal Video / Channel 1 Releasing
- Pillage and Plunder
- A Man's Tail
- What Men do
- Peep Show

## Preise und Auszeichnungen (Auswahl)
- 2003: Grabby Award, Bester Newcomer
- 2004: GayVN Awards: Beste Gruppenszene in Detention mit Johnny Hazzard, Logan Reed, Chad Hunt, Matt Majors, Andy Hunter, Mike Johnson, Rascal Video / Channel 1 Releasing
- 2004: Grabby Awards: Beste Gruppenszene in Detention mit Johnny Hazzard, Logan Reed, Chad Hunt, Matt Majors, Andy Hunter, Mike Johnson, Rascal Video/Channel 1 Releasing